# Потенція (фармакологія)

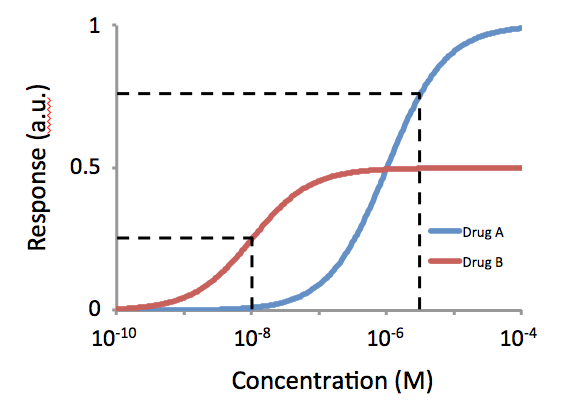
Криві концентрація-реакція, що ілюструють концепцію потенції. Для відповіді 0,25 a.u., препарат B є більш потужним, оскільки він генерує цю відповідь при нижчій концентрації. Для відповіді 0,75 a.u., препарат А є більш потужним. a.u. — відноситься до «довільних одиниць».

У фармакології потенція — це міра біологічної активності препарату, виражена в термінах дози, необхідної для отримання фармакологічного ефекту заданої інтенсивності. Сильнодійний препарат (наприклад, фентаніл, клоназепам, рисперидон, бенперидол, буметанід) викликає певну реакцію при низьких концентраціях, тоді як препарат меншої дії (наприклад, морфін, алпразолам, зипразидон, галоперидол, фуросемід) викликає таку ж реакцію лише при вищих концентрації. Вища ефективність не обов'язково означає більшу результативність[уточнити термін] або більше побічних ефектів.

## Види потенції
Міжнародний союз фундаментальної та клінічної фармакології (англ. IUPHAR) заявив, що «потенція є неточним терміном, який завжди слід визначати далі», і наводить такі списки типів потенції:
| Тип потенції                                                                           | Позначення (символи)            | Визначення |
| -------------------------------------------------------------------------------------- | ------------------------------- | --- |
| Ефективна доза                                                                         | {\displaystyle {\ce {ED_{50}}}} | Це мінімальна доза або концентрація препарату, яка викликає біологічну відповідь у 50 % досліджуваної популяції. |
| Середня летальна доза                                                                  | {\displaystyle {\ce {LD_{50}}}} | Для наркотиків або токсинів це токсична одиниця, яка вимірює мінімальну дозу, яка спричиняє смерть (летальна доза) у 50 % випадків. |
| Середня токсична доза                                                                  | {\displaystyle {\ce {TD_{50}}}} | Це мінімальна доза, при якій токсичність виникає в 50 % випадків. |
| Напівмаксимальна ефективна концентрація (половина максимально ефективної концентрації) | {\displaystyle {\ce {EC_{50}}}} | Це міра концентрації лікарського засобу, антитіла або токсиканту, яка викликає біологічну реакцію на півдорозі між базовою лінією та максимумом після визначеного часу впливу. Іншими словами, це можна визначити як концентрацію, необхідну для отримання 50 % ефекту. |
| Половина максимальної інгібуючої концентрації                                          | {\displaystyle {\ce {IC_{50}}}} | Це міра потужності речовини щодо інгібування певної біологічної або біохімічної функції. |